# 7907 Erasmus
A 7907 Erasmus (ideiglenes jelöléssel 4047 P-L) a Naprendszer kisbolygóövében található aszteroida. Cornelis Johannes van Houten,  Ingrid van Houten-Groeneveld és Tom Gehrels fedezte fel 1960. szeptember 24-én.